# Accuracy International AWM

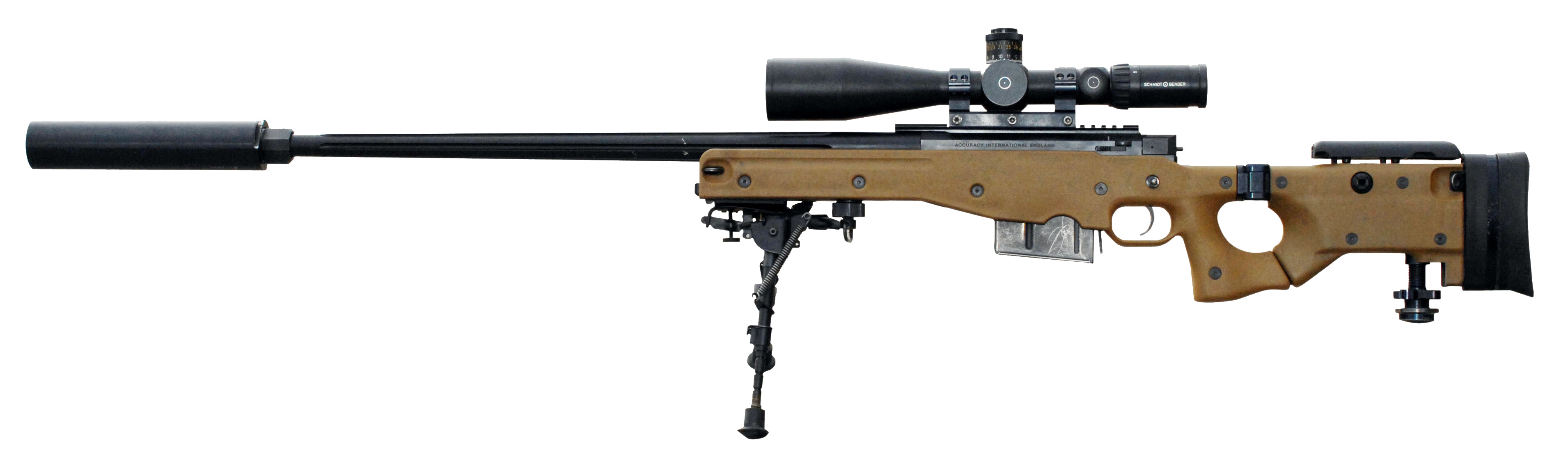
Odstřelovací puška britské armády AWM 338, označená L115A3

Accuracy International AWM (Arctic Warfare Magnum) je odstřelovací puška vyráběná společností Accuracy International. Vyrábí se ve dvou hlavních verzích, jednak pro náboje .300 Winchester Magnum, jednak pro náboje .338 Lapua Magnum - neoficiálně značená AWSM (Arctic Warfare Super Magnum).
V listopadu 2009 se s britskou verzí této pušky podařilo britskému vojáku Craigovi Harrisonovi vytvořit nový odstřelovačský rekord, když v rámci války v Afghánistánu zastřelil na vzdálenost 2 475 m postupně dva nepřátele.

## Uživatelé
- Bangladéš — verze .338
- Německo — verze .300
- Nizozemsko — verze .338
- Polsko — verze .338
- Spojené království — verze .338, pod jménem L115A1